# Keflavíkurvöllur

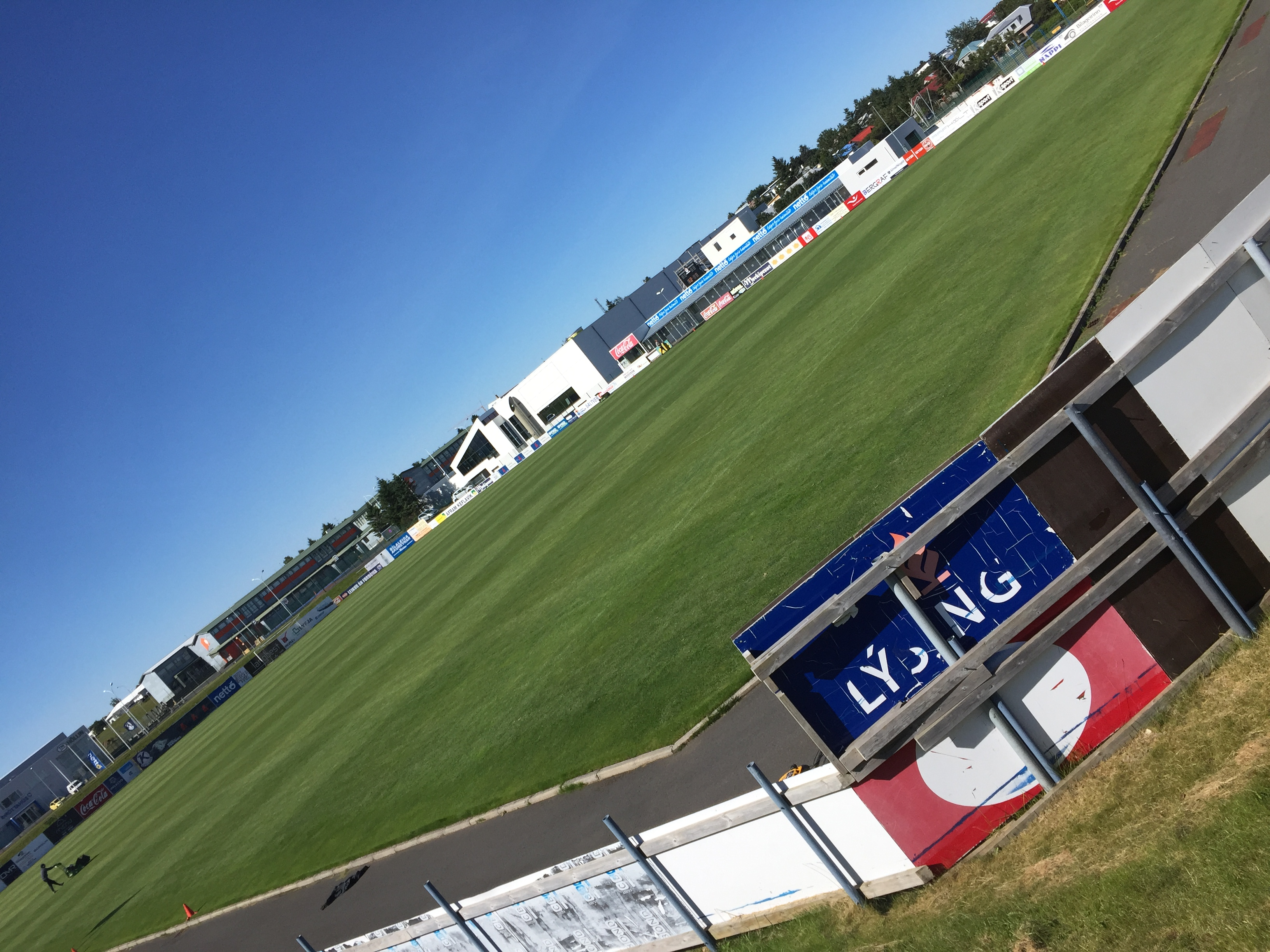
Keflavíkurvöllur

Keflavíkurvöllur is een sportstadion in de IJslandse stad Keflavík. Het wordt meestal gebruikt voor voetbalwedstrijden en is de thuisbasis van ÍB Keflavík. Het stadion heeft een totale capaciteit van ongeveer 5200 plaatsen.